# Phrurolithus catalinius
Phrurolithus catalinius là một loài nhện trong họ Phrurolithidae.
Loài này thuộc chi Phrurolithus. Phrurolithus catalinius được Willis J. Gertsch miêu tả năm 1941.